# Thierno Barry
Thierno Barry (Lyon, 21 de octubre de 2002) es un futbolista francés que juega de delantero en el Everton F. C. de la Premier League.

## Trayectoria
El 6 de julio de 2022, después de un período de prueba exitoso, Barry obtuvo un contrato por dos temporadas en Bélgica con SK Beveren.
Doce meses después, el 3 de julio de 2023, el club de la Superliga Suiza, FC Basel anunció que Barry había firmado un contrato de cuatro años. Se unió al primer equipo de Basilea para su temporada 2023-24 bajo la dirección del entrenador en jefe Timo Schultz. Después de jugar en dos partidos de prueba, Barry jugó su debut en la Superliga Suiza para el club en el partido de visitante en el Kybunpark el 22 de julio, cuando el Basilea fue derrotado por 2-1 por St. Gallen. El juego no solo se debió al resultado de un mal comienzo de temporada, sino que el propio Barry recibió su segunda tarjeta amarilla en el minuto 69 y, por lo tanto, fue expulsado.
En el siguiente partido, Barry marcó su primer gol con su nuevo club. Fue en la ida de la segunda ronda de clasificación de la Liga Europa Conferencia de la UEFA, el 27 de julio, contra el Tobol de Kazajstán. Era un partido en casa en el St. Jakob-Park y su gol en el minuto 25 fue el primero del partido. Sin embargo, el partido dio un giro. Primero, en el minuto 54, Barry cometió una falta sobre su oponente y dio lugar a un penalti que el portero Mirko Salvi pudo detener. Luego, solo tres minutos después, situado en su propia línea de gol, evitó el empate con la mano, lo que le valió un segundo penalti. Barry recibió una tarjeta roja directa por su acción y fue expulsado por segunda vez en sus dos primeros partidos con el club. Al final del partido, el Basilea había caído derrotado por 3-1.
El 9 de julio de 2025, tras una temporada en el Villarreal C. F. en la que contribuyó con once goles a conseguir la clasificación para la Liga de Campeones de la UEFA, firmó un contrato de cuatro años con el Everton F. C. de Inglaterra.

## Selección nacional
Thierno ha representado a la selección francesa en la categoría sub-21.

## Estadísticas

### Clubes
Actualizado al último partido disputado el 7 de julio de 2025.
| Club                      | Div.          | Temporada     | Liga  | Liga  | Copas nacionales | Copas nacionales | Copas internacionales | Copas internacionales | Total | Total |
| Club                      | Div.          | Temporada     | Part. | Goles | Part.            | Goles            | Part.                 | Goles                 | Part. | Goles |
| ------------------------- | ------------- | ------------- | ----- | ----- | ---------------- | ---------------- | --------------------- | --------------------- | ----- | ----- |
| F. C. Sochaux II Francia  | 5.ª           | 2021-22       | 22    | 10    | —                | —                | —                     | —                     | 22    | 10    |
| F. C. Sochaux II Francia  | Total club    | Total club    | 22    | 10    | 0                | 0                | 0                     | 0                     | 22    | 10    |
| S. K. Beveren · Bélgica   | 2.ª           | 2022-23       | 31    | 20    | 2                | 0                | —                     | —                     | 33    | 20    |
| S. K. Beveren · Bélgica   | Total club    | Total club    | 31    | 20    | 2                | 0                | 0                     | 0                     | 33    | 20    |
| F. C. Basilea · Suiza     | 1.ª           | 2023-24       | 35    | 9     | 1                | 2                | 1                     | 1                     | 37    | 12    |
| F. C. Basilea · Suiza     | 1.ª           | 2024-25       | 3     | 5     | 1                | 3                | —                     | —                     | 4     | 8     |
| F. C. Basilea · Suiza     | Total club    | Total club    | 38    | 14    | 2                | 5                | 1                     | 1                     | 41    | 20    |
| Villarreal C. F. · España | 1.ª           | 2024-25       | 35    | 11    | 2                | 0                | —                     | —                     | 35    | 11    |
| Villarreal C. F. · España | Total club    | Total club    | 35    | 11    | 2                | 0                | 0                     | 0                     | 37    | 11    |
| Everton F. C. Inglaterra  | 1.ª           | 2025-26       | 0     | 0     | 0                | 0                | —                     | —                     | 0     | 0     |
| Everton F. C. Inglaterra  | Total club    | Total club    | 0     | 0     | 0                | 0                | 0                     | 0                     | 0     | 0     |
| Total carrera             | Total carrera | Total carrera | 126   | 55    | 6                | 5                | 1                     | 1                     | 133   | 61    |

### Tripletes
| 1 | 17 de agosto de 2024    | Sportplatz Affolter, Subingen          | F. C. Subingen - F. C. Basilea   |  | 0 - 8 | Copa Suiza 2024-25                 |
| 2 | 22 de diciembre de 2024 | Estadio Municipal de Butarque, Leganés | C. D. Leganés - Villarreal C. F. |  | 2 - 5 | Primera División de España 2024-25 |